# Бассет, Гилберт, барон Уикомба
Гилберт Бассет (II) (англ. Gilbert Basset; умер июль/август 1241) — английский аристократ, феодальный барон Уикома с 1231 года, старший сын Алана Бассета. Первоначально служил королю Иоанну Безземельному в качестве рыцаря королевского двора, получив от него в 1215 году землю в Саттоне в Суррее. Во время правления Генриха III был хранителем ряда замков.
После того как в 1232 году к власти в Англии пришёл Пьер де Рош, Гилберт был лишён должностей хранителя замков, а позже также ряда поместий. Недовольный этим, он вместе некоторыми его родственниками летом 1233 года поднял восстание. Позже к нему присоединился его сюзерен — Ричард Маршал, 3-й граф Пембрук, после чего восстание превратилось в настоящую гражданскую войну, продолжавшуюся до апреля 1234 года. После гибели Ричарда Маршала и изгнанию из котолевского двора Пьера де Роша Гилберт был помилован и получил обратно свои владения.

## Происхождение
Гилберт происходил из англо-нормандского рода Бассетов, представители которого в XII—XIII веках верно служили королям Англии. Его первым достоверно известным предком был Жильбер (Гилберт) Бассет — родственник Ральфа Бассета, юстициария короля Генриха I. Внук Жильбера, Алан Бассет, верно служил королям Ричарду I Львиное Сердце, Иоанну Безземельному и Генриху III. В награду за службу он вместе с братьями получил ряд маноров, составивших небольшую феодальную баронию Уоллингфорд, из которой Алан держал 5 рыцарских фьефов. Также от отца Алан не позже 1180 года получил Комптон-Бассет в Уилтшире. Позже он приобрел поместья Мэйпледурвелл и Уокинг у Ричарда I, Хай-Уиком и Бервик-Бассет у Иоанна Безземельного, а также Уинтерборн в Уилтшире у своего деда Уолтера де Данстанвиля. Благодаря браку Алану досталос поместье Вуттон Бассет.
Известно, что Алан Бассет был тесно связан с домом Маршалов, находясь как минимум с 1197 года на службе у Уильяма Маршала, 1-го графа Пембрука. Возможно, что эта связь возникла благодаря родству с англонормандским родом Данстанвилей — его родственников по линии матери, которые по месту происхождения были вассалами Маршалов по нормандским владениям.
Источники сообщают от двух жёнах Алана — Элис де Грей и Алине де Ге, однако из-за сходства имён исследователи не исключают, что могло быть одно и то же лицо. У него родилось 6 свноей. Старший из них, Томас, был королевским слугой, но умер в 1230 году раньше отца. Гилберт был вторым сыном. Младшими сыновьями Алана были Уоррен, Фульк Бассет (умер в 1259), епископ Лондона с 1241 года, Филипп (умер 29 октября 1271), юстициарий Англии в 1261—1263 годах, и Дэвид. Также у Алена известно 3 дочери.

## Ранние годы
Год рождения Гилберта неизвестен. Как его отец и братья, он поступил на королевскую службу и в конце-концов его карьера оказалась связана с семьёй Уильяма Маршала, графа Пембрука. Возможно, что именно Гилберт был тем сыном Алана Бассета, который в 1214 году заменил его для участия в неудачной военной кампании короля Иоанна в Пуату. Но первое достоверное известие о нём относится ко времени Первой баронской войны, когда в 1215 году он получил от короля владения в Саттоне в графстве Суррей.
В течение последующего десятилетия Гилберт служил в качестве рыцаря королевского двора юного короля Генриха III. В 1229 году он был назначен констеблем замка Девизес, в 1230 году участвовал в военной экспедиции в Бретань, а в 1231 году стал хранителем замка Сент-Бриавельс и леса Дин. Кроме того, Гилберту была предоставлена долгосрочная опека над рядом конфискованных поместий, в том их числе Марден и Апавон в Уилтшире. Последнее ранее принадлежало опальному придворному Пьеру де Моле.
В 1232 году умер Алан Бассет. Поскольку его старший сын Томас умер раньше отца, именно Гилберт унаследовал владения отца. Кроме того, ему была передана опека над частью поместий Томаса — Киртлингтон в Оксфордшире Спин в Беркшире, которые тот держал в качестве вассала от графа Пембрука. Незадолго до этого, в 1230 или 1231 году Гилберт подарил своему младшему брату Филиппу поместья неподалёку от Лидса в Йоркшире, ранее принадлежавшие семье Ласи.

## Гражданская война
В 1232 году юстициарий Англии Хьюберт де Бург попал в опалу и был смещён со своего поста, после чего власть в Англии оказалась в руках Пьера де Роша, епископа Уинчестера. После этого карьера Гилберта при дворе закончилась. В октябре 1232 года его сместили с должностей хранителя замков Девизес и Сент-Бриавельс. Кроме того, Пьер де Моле, который был близким другом Пьера де Роша, подал иск о возвращении принадлежавшего ему ранее поместья Апавон, утверждая, что ранее он отказался от него только под нажимом бывшего юстициария. Хотя ранее Генрих III выдал Гилберту хартию, гарантировавшую ему владения Апавоном, в феврале 1233 года он удовлетворил иск, что, как он признал позже, было незаконным и произвольным проявлением королевской воли. На этом дело не закончилось, и в июне 1233 года были захвачены и другие принадлежавшие Бассету поместья, а также были выданы приказы о его аресте и конфискации имущества. Терпеть подобное Гилберт не стал и поднял восстание против короля.
Гилберта поддержали многие родственники, в том числе его братья, Уоррен и Филипп, а также кузен Ричард Сивард. А вскоре к восстанию присоединился и его непосредственный сюзерен, Ричард Маршал, 3-й граф Пембрук. В итоге с лета 1233 и до апреля 1244 года Англия и Валлийские марки погрузились в настоящую гражданскую войну.
В августе 1233 года в принадлежавшем Бассету поместье Хай-Уикомб был подтверждён союз между повстанцами. В дальнейшем Гилберт вместе с Ричардом Сивардом возглавил ряд дерзких нападений на короля и его министров. В октябре его отряд совершил набег на замок Девизес, освободив содержащегося там опального бывшего юстициария Хьюберта де Бурга.
В апреле 1234 года в Ирландии погиб Ричард Маршал. К тому моменту обе стороны зашли в тупик. Огромные расходы на гражданскую войну вкупе с некомпетентностью Пьера де Риво, племянника де Роше, который занимал должность канцлера, привели к финансовому кризису. В итоге Генрих III был вунужден склониться к политике, которую ему навязал новоизбранный архиепископом Кентерберийским Эдмунд Эбингдонский и другие английские епископы. Пьер де Рош был отправлен в отставку, а объявление Гилберта Бассета вне закона было отменено, после чего он смог вернуться ко двору, выступая с мая 1234 года свидетелем королевских хартий.

## Последние годы
После окончания восстания Гилберту были возвращены Апавон и другие отобранные ранее королевские поместья. Кроме того, в 1234—1241 годах он получил множество подарков в виде оленины и древесины из королевских лесов, которые позволили ему восстановить разрушенные во время войны поместья.
Летом 1234 года Гилберт женился на Изабелле де Феррерс дочери Уильяма де Феррерса, 5-го графа Дерби, и Сибилы Маршал, сестры покойного графа Пембрука. В качестве приданого он получил поместье Грейуэлл в Гэмпшире. В дальнейшем до самой смерти он регулярно выступал в качестве свидетеля хартий Хьюберта де Бурга и Гилберта Маршала, брата и наследника Ричарда Маршала.
В 1237 году папский легат Оттон смог примирить Гилберта и Хьюберта де Бурга с Пьером де Рошем.
Незадолго до смерти Гилберт сделал пожертвования в монастырь Блэкмор в Эссексе, а также в монастырь Бистер в Оксфордшире, в котором находилась родовая усыпальница Бассетов.
Гилберт умер в июле или августе 1241 года после несчастного случая на охоте. Похоронили его в родовой усыпальнице в Бистерском монастыре. Поскольку его единственный сын умер через несколько недель после отца младенцем, то наследником владений Бассетов последовательно стали его младшие братья: сначала Фульк Бассет, епископ Лондона, а после его смерти — Филипп Бассет.

## Семья
Жена: с 1234 Изабелла де Феррерс (умерла около 1260), дочь Уильяма де Феррерса, 5-го графа Дерби, и Сибилы Маршал. Дети:
- сын (умер 22 августа 1241)[2].

Возможно, что незаконнорожденным сыном Гилберта был Фульк Бассет (Сандфорд) (ум. 1271), архиепископ Дублина.
После смерти мужа Сибила вышла замуж вторично — за Рейнольда де Моэна.